# فهرست بازیکنان خارجی باشگاه فوتبال استقلال تهران

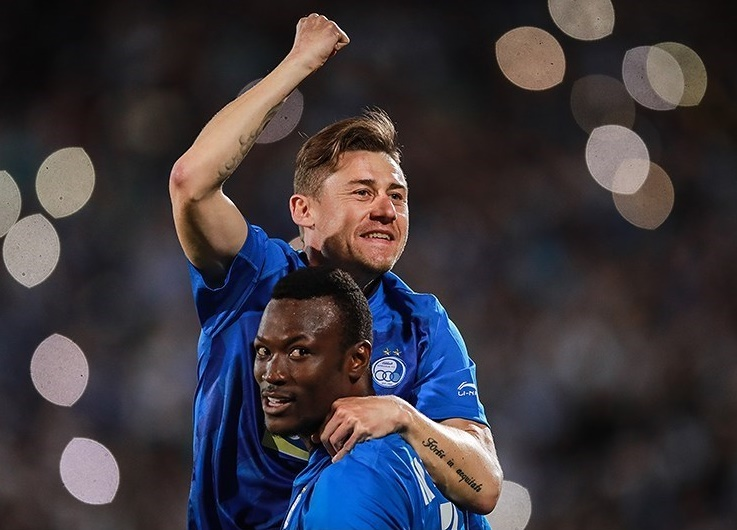
مامه تیام و سرور جپاروف دو تن از بهترین بازیکنان خارجی تاریخ استقلال

فهرست بازیکنان خارجی باشگاه فوتبال استقلال تهران شامل بازیکنانی می‌شود که با تابعیت غیر ایرانی برای باشگاه فوتبال استقلال تهران بازی کرده‌اند. تاکنون ۶۲ بازیکن غیر ایرانی از ۳۳ کشور مختلف پیراهن استقلال را پوشیده‌اند.

## پیشینه
پیر کارلو، دروازه‌بان لهستانی کلوپ دوچرخه‌سواران نخستین بازیکن خارجی‌ای بود که به این باشگاه پیوست، وی از ۱۳۲۴ تا ۱۳۳۵ یازده سال عضو تیم تاج بود. سپس این باشگاه به مدت ۴۴ سال هیچ بازیکن خارجی‌ای نداشت تا آن که رأفت قلی‌اف در سال ۱۳۷۹ به استقلال پیوست و ۲ فصل در استقلال حضور داشت. وی همچنین اولین بازیکن خارجی‌ای است که در لیگ ایران قهرمان شده است. قلی‌اف به همراه استقلال قهرمان آخرین دوره جام آزادگان شد.
با آغاز دهه ۱۳۸۰ و حرفه‌ای شدن فوتبال ایران و برگزاری لیگ برتر، استقلال تعداد بسیاری بازیکن خارجی به خدمت گرفت، در میان این خارجی‌های استقلال بیش از همه کشورها بازیکنان برزیلی را به خدمت گرفته است. تعدادی از بازیکنان خارجی استقلال بدون انجام دادن حتی یک بازی باشگاه را ترک کردند و تعدادی نیز با انجام دادن بازی‌های محدودی به دلیل کیفیت پایین یا عدم دستیابی به توافق مالی مناسب با باشگاه، استقلال را به سرعت ترک کردند. قرارداد بستن با این‌گونه بازیکنان همواره از سوی رسانه‌ها و هواداران با انتقاد مواجه شده بود.

## فهرست
راهنما
- بازیکنانی که نامشان پررنگ نوشته شده سابقه بازی ملی دارند.

| فهرست بازیکنان خارجی باشگاه فوتبال استقلال تهران | فهرست بازیکنان خارجی باشگاه فوتبال استقلال تهران | فهرست بازیکنان خارجی باشگاه فوتبال استقلال تهران | فهرست بازیکنان خارجی باشگاه فوتبال استقلال تهران | فهرست بازیکنان خارجی باشگاه فوتبال استقلال تهران | فهرست بازیکنان خارجی باشگاه فوتبال استقلال تهران | فهرست بازیکنان خارجی باشگاه فوتبال استقلال تهران | فهرست بازیکنان خارجی باشگاه فوتبال استقلال تهران |
| #                                                | نام                                              | کشور                                             | پست                                              | دوران بازی                                       | بازی                                             | گل                                               | توضیحات |
| ------------------------------------------------ | ------------------------------------------------ | ------------------------------------------------ | ------------------------------------------------ | ------------------------------------------------ | ------------------------------------------------ | ------------------------------------------------ | --- |
| ۱                                                | پیر کارلو                                        | لهستان ایران                                     | دروازه‌بان                                        | ۳۵–۱۳۲۴                                          | ؟                                                | ؟                                                | نخستین بازیکن خارجی تاریخ باشگاه. |
| ۲                                                | رأفت قلی‌اف                                       | جمهوری آذربایجان                                 | هافبک                                            | ۸۱–۱۳۷۹                                          | ۴۵                                               | ۴                                                | نخستین گلزن خارجی تاریخ باشگاه. |
| ۳                                                | راجر فابریتسیو                                   | برزیل                                            | مهاجم                                            | ۸۳–۱۳۸۲                                          | ۱۴                                               | ۲                                                | ۱۲ بازی در لیگ برتر و ۲ بازی در جام حذفی و ۱ گل در لیگ برتر و ۱ گل در جام حذفی به ثمر رساند. |
| ۴                                                | رافائل گومز                                      | برزیل                                            | مدافع                                            | ۸۳–۱۳۸۲                                          | ۲                                                | ۰                                                | در دو بازی از لیگ برتر و فقط ۴۰ دقیقه برای استقلال به میدان رفت. |
| ۵                                                | جورج توپالوویچ                                   | صربستان                                          | دروازه‌بان                                        | ۸۴–۱۳۸۳                                          | ۲۲                                               | ۰                                                | نخستین دروازه‌بان خارجی تاریخ باشگاه. ۶ کلین شیت در ۲۱ بازی از لیگ برتر و ۱ بازی از جام حذفی. |
| ۶                                                | آوسنتی گیلائوری                                  | گرجستان                                          | هافبک                                            | ۸۶–۱۳۸۳                                          | ۴۴                                               | ۲                                                | ۴۳ بازی در لیگ برتر و ۱ بازی در جام حذفی، هر دو گل را در جام حذفی به ثمر رساند. |
| ۷                                                | لادو آخالایا                                     | گرجستان                                          | مهاجم                                            | ۱۳۸۳                                             | ۰                                                | ۰                                                | نیم‌فصل دوم با قراردادی یک و نیم ساله به استقلال پیوست ولی بدون انجام یک بازی رسمی و به دلیل عدم صدور کارت آی‌تی‌سی قراردادش فسخ شد. |
| ۸                                                | جوئلسون داسیلوا                                  | برزیل                                            | مهاجم                                            | ۸۵–۱۳۸۴                                          | ۱۲                                               | ۳                                                | ۱۱ بازی در لیگ برتر و ۱ بازی در جام حذفی، هر ۳ گلش را در لیگ برتر به ثمر رساند. |
| ۹                                                | لئونارد کوئیکه                                   | کامرون                                           | مهاجم                                            | ۸۶–۱۳۸۵                                          | ۹                                                | ۰                                                | در نیم‌فصل دوم به استقلال پیوست و موفق به گل‌زنی نشد و تنها یک پاس گل به نامش ثبت شد. |
| ۱۰                                               | سردان اورسویچ                                    | صربستان                                          | هافبک                                            | ۱۳۸۴                                             | ۹                                                | ۱                                                | به‌دلیل عملکرد ضعیف پیش از نیم‌فصل از استقلال جدا شد. ۸ بازی در لیگ برتر و ۱ گل زده. ۱ بازی هم در جام حذفی انجام داد. |
| ۱۱                                               | فابیو جانواریو                                   | برزیل                                            | هافبک                                            | ۸۹–۱۳۸۷ ۱۳۹۱                                     | ۶۴                                               | ۲                                                | در نخستین برهه حضورش در استقلال در ۵۴ بازی ۸ گل زد. (از جمله گل قهرمانی استقلال) و در دومین برهه حضورش در استقلال در ۱۰ بازی ۲ گل به‌ثمر رساند و ۱ بار دیگر با استقلال قهرمان لیگ برتر شد. |
| ۱۲                                               | رینالدو کروزادو                                  | پرو                                              | هافبک                                            | ۸۸–۱۳۸۷                                          | ۲۰                                               | ۲                                                | ۱ فصل و نیم در استقلال بود و در ۱۸ بازی لیگ برتری ۱ گل به‌ثمر رساند. او ۱ بازی هم در جام حذفی مقابل ذرت‌کاران انجام داد و در جریان پیروزی ۱۳ گله استقلال ۱ گل زد و ۳ پاس گل داد. او یک بازی هم در لیگ قهرمانان آسیا برای استقلال انجام داد.                                                                     |
| ۱۳                                               | فلیپ آلوز دسوزا                                  | برزیل                                            | هافبک                                            | ۹۰–۱۳۸۹                                          | ۲۵                                               | ۰                                                | ۲۰ بازی در لیگ برتر انجام داد، ۳ بازی در جام حذفی و ۲ بازی در لیگ قهرمانان آسیا، در لیگ برتر ۵ پاس گل داد. |
| ۱۴                                               | آندرسون دوس سانتوس                               | برزیل                                            | مهاجم                                            | ۱۳۸۹                                             | ۷                                                | ۰                                                | به دلیل عملکرد ضعیف در نیم‌فصل از استقلال جدا شد، ۷ بازی و تنها ۱ پاس گل حاصل حضورش در استقلال بود. |
| ۱۵                                               | آندره لوئیز                                      | برزیل                                            | مدافع                                            | ۹۰–۱۳۸۹                                          | ۱۹                                               | ۰                                                | در ۱۶ بازی لیگ برتر ۳ پاس گل داد، ۲ بازی در جام حذفی و ۱ بازی در لیگ قهرمانان آسیا انجام داد و و ۱ پاس گل نیز داد. |
| ۱۶                                               | هوار ملا محمد                                    | عراق                                             | هافبک                                            | ۱۳۸۹                                             | ۱۷                                               | ۴                                                | ملامحمد وقتی به استقلال پیوست سابقه بازی در پرسپولیس را داشت و اولین بازیکن غیر ایرانی شد که که در هر دو تیم استقلال و پرسپولیس بازی کرده است. ۱۰ بازی در لیگ برتر انجام داد و ۲ گل زد و ۳ پاس گل داد، در جام حذفی تنها ۱ بازی انجام داد، در لیگ قهرمانان آسیا ۶ بازی انجام داد و ۲ گل زد و ۲ پاس گل نیز داد. |
| ۱۷                                               | ولید علی                                         | کویت                                             | هافبک                                            | ۹۰–۱۳۸۹                                          | ۳                                                | ۱                                                | بعد از انجام دادن تنها ۳ بازی و به ثمر رساندن ۱ گل به دلیل مشکلات مالی از استقلال جدا شد. |
| ۱۸                                               | جی‌لوید ساموئل                                    | ترینیداد و توباگو انگلستان                       | مدافع                                            | ۹۳–۱۳۹۰                                          | ۹۲                                               | ۱۰                                               | در نیم فصل ۹۱–۱۳۹۰ به استقلال پیوست و در ۶۰ بازی لیگ برتر ۴ گل زد و ۸ پاس گل داد، در جام حذفی ۷ بازی انجام داد و ۲ گل زد و ۱ پاس گل نیز داد، در لیگ قهرمانان آسیا نیز ۲۵ بازی انجام داد و ۴ گل زد و ۴ پاس گل هم داد.                                                                                          |
| ۱۹                                               | گوران یرکوویچ                                    | صربستان فرانسه                                   | مهاجم                                            | ۹۱–۱۳۹۰                                          | ۲۶                                               | ۹                                                | در ۱۶ بازی در لیگ برتر ۱ گل زد و ۱ پاس گل داد، ۲ بار نیز در جام حذفی به میدان رفت و در ضربات پنالتی فینال جام حذفی ۹۱–۱۳۹۰ نیز پنالتی قهرمانی بخش را به ثمر رساند. در ۸ بازی لیگ قهرمانان آسیا ۳ گل به ثمر رساند.                                                                                             |
| ۲۰                                               | کرار جاسم                                        | عراق                                             | هافبک                                            | ۹۱–۱۳۹۰ ۹۴–۱۳۹۳                                  | ۳۸                                               | ۶                                                | در نخستین حضورش در استقلال ۹ بازی انجام داد و ۱ پاس گل داد و در دومین حضورش در استقلال در ۲۶ بازی ۶ گل زد و ۱۱ پاس گل داد و در نیم فصل ۲۰۱۵–۱۶، ۳بازی انجام داد و از استقلال جدا شد و به نفت الوسط پیوست. |
| ۲۱                                               | ژاک الونگ‌الونگ                                   | کامرون                                           | هافبک                                            | ۹۱–۱۳۹۰                                          | ۶                                                | ۰                                                | در نیم فصل به استقلال پیوست و تنها ۶ بازی در لیگ برتر انجام داد. الونگ سابقه بازی در پرسپولیس را هم داشت. |
| ۲۲                                               | رودریگو توسی                                     | برزیل                                            | هافبک                                            | ۱۳۹۱                                             | ۹                                                | ۱                                                | با ۹ بازی و ۱ گل زده در لیگ برتر، قبل از نیم‌فصل به دلیل مشکلات مالی از استقلال جدا شد. |
| ۲۳                                               | لیام ردی                                         | استرالیا                                         | دروازه‌بان                                        | ۱۳۹۱                                             | ۰                                                | ۰                                                | بدون انجام دادن حتی ۱ بازی رسمی از استقلال جدا شد، تنها حضورش در یک بازی دوستانه پیش فصل در برابر ابومسلم مشهد بود که ۱ گل نیز خورد. |
| ۲۴                                               | ویسنته آرزه                                      | بولیوی                                           | هافبک                                            | ۹۲–۱۳۹۱                                          | ۱۱                                               | ۳                                                | در ۷ بازی در لیگ برتر ۲ گل به ثمر رساند، در جام حذفی ۲ بازی انجام داد و ۱ گل زد، ۲ بار نیز در لیگ قهرمانان آسیا به میدان رفت. |
| ۲۵                                               | گوران لاوره                                      | صربستان                                          | هافبک                                            | ۹۲–۱۳۹۱                                          | ۳                                                | ۰                                                | ۲ بازی در لیگ برتر و ۱ بازی در لیگ قهرمانان انجام داد، در مجموع ۳۳ دقیقه برای استقلال بازی کرد. |
| ۲۶                                               | بوبکر کبه                                        | بورکینافاسو                                      | مهاجم                                            | ۱۳۹۳                                             | ۷                                                | ۳                                                | در نیم‌فصل به استقلال پیوست و ۳ بازی در لیگ برتر انجام داد و ۱ گل زد، در جام حذفی تنها ۱ بازی انجام داد، در لیگ قهرمانان آسیا نیز در ۳ بازی ۲ گل زد. |
| ۲۷                                               | آنتونیو کاروالیو                                 | برزیل                                            | مهاجم                                            | ۱۳۹۳                                             | ۱۲                                               | ۱                                                | در نیم فصل به استقلال پیوست و در لیگ برتر ۸ بازی، در جام حذفی ۱ بازی و در لیگ قهرمانان آسیا ۳ بازی انجام داد و ۱ پاس گل نیز داد. |
| ۲۸                                               | آلبرتو داسیلوا                                   | برزیل                                            | دروازه‌بان                                        | ۹۴–۱۳۹۳                                          | ۰                                                | ۰                                                | بدون انجام بازی رسمی در نیم فصل از استقلال جدا شد، فقط در یک بازی در جام شهدا دروازه‌بان استقلال بود و ۲ گل خورد |
| ۲۹                                               | هرایر مکویان                                     | ارمنستان                                         | مدافع                                            | ۹۶–۱۳۹۳                                          | ۷۶                                               | ۰                                                | در لیگ برتر ۶۳ بازی انجام داد و ۲ پاس گل نیز داد، در جام حذفی ۹ بار و در لیگ قهرمانان آسیا ۴ بار به میدان رفت. |
| ۳۰                                               | ریوالدو باربوزا                                  | برزیل                                            | هافبک                                            | ۱۳۹۳                                             | ۳                                                | ۰                                                | قبل از نیم‌فصل از استقلال جدا شد و در مجموع حتی ۹۰ دقیقه نیز برای استقلال به میدان نرفت. |
| ۳۱                                               | هندریک هلمکه                                     | آلمان                                            | هافبک                                            | ۱۳۹۳                                             | ۰                                                | ۰                                                | در نیم‌فصل به استقلال پیوست اما چند هفته بعد از ثبت شدن قراردادش به دلیل نامشخصی که بعدها مصدومیت اعلام شد از استقلال جدا شد. |
| ۳۲                                               | پرو پییچ                                         | کرواسی                                           | مهاجم                                            | ۹۵–۱۳۹۴                                          | ۱۴                                               | ۵                                                | در ۱۴ بازی در لیگ برتر ۳ گل زد، در ۳ بازی جام حذفی نیز ۲ گل برای استقلال به ثمر رساند. |
| ۳۳                                               | عادل شیحی                                        | آلمان مراکش                                      | هافبک                                            | ۹۵–۱۳۹۴                                          | ۶                                                | ۰                                                | در نیم‌فصل به استقلال پیوست و در لیگ برتر ۵ بازی و در جام حذفی نیز ۱ بازی برای استقلال انجام داد. |
| ۳۴                                               | رابسون جانواریو                                  | برزیل                                            | مدافع                                            | ۹۶–۱۳۹۵                                          | ۳۶                                               | ۰                                                | ۲۴ بازی در لیگ برتر، ۳ بازی در جام حذفی و ۹ بازی در لیگ قهرمانان انجام داد. |
| ۳۵                                               | لئاندرو پادوانی                                  | برزیل                                            | مدافع                                            | ۹۷–۱۳۹۵                                          | ۴۱                                               | ۲                                                | ۲۷ بازی در لیگ برتر، ۵ بازی در جام حذفی و ۹ بازی در لیگ قهرمانان انجام داد، در لیگ برتر ۱ گل و در لیگ قهرمانان آسیا نیز ۱ گل به ثمر رساند. او در جریان بازی با فولاد خوزستان از ناحیه سر و گردن به شدت مصدوم و پس از آن دیگر نتوانست فوتبال بازی کند.                                                         |
| ۳۶                                               | سرور جپاروف                                      | ازبکستان                                         | هافبک                                            | ۹۷–۱۳۹۵                                          | ۴۰                                               | ۶                                                | ۲۷ بازی در لیگ برتر، ۵ بازی در جام حذفی و ۸ بازی در لیگ قهرمانان آسیا انجام داد. در لیگ برتر ۴ گل و ۳ پاس گل داشت، در جام حذفی ۱ گل و ۲ پاس گل و در لیگ قهرمانان آسیا ۱ گل و ۲ پاس گل. |
| ۳۷                                               | مامه بابا تیام                                   | سنگال                                            | مهاجم                                            | ۹۷–۱۳۹۶                                          | ۱۳                                               | ۱۲                                               | در نیم فصل دوم به استقلال پیوست و در ۶ بازی لیگ برتر ۴ گل زد و ۲ پاس گل داد، در ۱ بازی جام حذفی ۱ گل زد، گل قهرمانی استقلال در جام حذفی ۹۷–۱۳۹۶ و در لیگ قهرمانان در ۶ بازی ۷ گل زد، از جمله ۱ هت‌تریک. |
| ۳۸                                               | بویان نایدنوف                                    | مقدونیه                                          | هافبک                                            | ۹۷–۱۳۹۶                                          | ۵                                                | ۰                                                | در نیم‌فصل دوم به استقلال پیوست و تنها در ۴ بازی لیگ برتر و ۱ بازی لیگ قهرمانان به میدان رفت. |
| ۳۹                                               | مارکوس نویمایر                                   | آلمان                                            | هافبک                                            | ۱۳۹۷                                             | ۱۰                                               | ۰                                                | بعد از تنها نیم‌فصل بازی و بدون گل زده از استقلال جدا شد. |
| ۴۰                                               | همام طارق                                        | عراق                                             | هافبک                                            | ۹۸–۱۳۹۷                                          | ۱۸                                               | ۱                                                | در نیم فصل اول لیگ برتر یک گل برای استقلال زد. |
| ۴۱                                               | الحاجی گرو                                       | نیجریه                                           | مهاجم                                            | ۱۳۹۷                                             | ۱۰                                               | ۱                                                | با یک گل زده در جام حذفی، از روی نقطه پنالتی و در نیم فصل از استقلال جدا شد. |
| ۴۲                                               | اسماعیل گنسالوس                                  | گینه بیسائو پرتغال                               | مهاجم                                            | ۹۸–۱۳۹۷                                          | ۱۹                                               | ۳                                                | این بازیکن پس از ۵۲ ثانیه حضور در اولین بازیش با پیراهن استقلال گل زد. |
| ۴۳                                               | آیاندا پاتوسی                                    | آف. جنوبی                                        | هافبک                                            | ۹۸–۱۳۹۷                                          | ۱۹                                               | ۴                                                | پاتوسی در سه بازی نخستش با استقلال سه گل به ثمر رساند. گل چهارم او برای استقلال هم گل حساس دقیقه ۷+۹۰ به سپاهان بود. |
| ۴۴                                               | گادوین منشأ                                      | نیجریه                                           | مهاجم                                            | ۹۸–۱۳۹۷                                          | ۱۸                                               | ۱                                                | از تیم پرسپولیس به صورت مستقیم به استقلال پیوست تا سومین بازیکن غیر ایرانی شود هم در استقلال و هم در پرسپولیس بازی کرده است. |
| ۴۵                                               | شیخ دیاباته                                      | مالی                                             | مهاجم                                            | ۱۴۰۰–۱۳۹۸                                        | ۴۷                                               | ۲۷                                               | بهترین گلزن خارجی تاریخ استقلال و نخستین بازیکن خارجی استقلال که آقای‌گل فوتبال ایران شده است. |
| ۴۶                                               | هروویه میلیچ                                     | کرواسی                                           | مدافع                                            | ۱۴۰۰–۱۳۹۸                                        | ۴۹                                               | ۳                                                | در ۴۹ بازی ۳ گل به‌ثمر رسانده و ۳ پاس گل داده است وی همراه با استقلال عنوان نایب قهرمانی لیگ برتر ۲۰–۲۰۱۹ و جام حذفی ۲۰–۲۰۱۹و جام حذفی ۲۱–۲۰۲۰را کسب کرد. وی در دربی ۹۳ در نیمه نهایی جام حذفی به محمد دانشگر دقیقه ۹۳ پاس گل داد.                                                                             |
| ۴۷                                               | نیکولای بودوروف                                  | بلغارستان                                        | مدافع                                            | ۱۳۹۸                                             | ۳                                                | ۰                                                | بعد از دنیاگیری کروناویروس در ایران از ایران خارج شد و هرگز بازنگشت. بودورف به دلیل دیرکرد در پرداخت پول از سوی باشگاه قراردادش را یک طرفه فسخ کرد. |
| ۴۸                                               | آرتور کوین یامگا                                 | فرانسه                                           | مهاجم                                            | ۱۴۰۰–۱۴۰۳                                        | ۷۳                                               | ۲۳                                               | دومین گلزن برتر خارجی تاریخ باشگاه و بهترین گلزن استقلال در رقابت‌های لیگ برتر است. همچنین دومین گلزن خارجی تاریخ باشگاه در شهرآورد تهران است. به‌دلیل آسیب دیدگی چشم، نیم‌فصل لیگ ۲۳ را از دست داد و در هفته سوم لیگ ۲۴ به نساجی قائمشهر پیوست.                                                                 |
| ۴۹                                               | رودی ژستد                                        | بنین                                             | مهاجم                                            | ۱۴۰۰–۱۴۰۱                                        | ۲۵                                               | ۳                                                | نخستین گلزن خارجی تاریخ باشگاه استقلال در شهرآورد تهران است. |
| ۵۰                                               | عزیزبک امانوف                                    | ازبکستان                                         | هافبک                                            | ۱۴۰۰–۱۴۰۱                                        | ۱۳                                               | ۰                                                | وی فوریه ۲۰۲۳ از استقلال جدا شد و به نسف قرشی قهرمان جام حذفی ازبکستان پیوست. |
| ۵۱                                               | رافائل سیلوا                                     | برزیل                                            | مدافع                                            | ۱۴۰۰–۱۴۰۲ ۱۴۰۲–۱۴۰۴                              | ۹۱                                               | ۳                                                | قهرمانی لیگ برتر ۰۱–۱۴۰۰، سوپرجام ۱۴۰۱ و نایب قهرمانی در جام حذفی ۰۲–۱۴۰۱ و لیگ برتر ۰۳–۱۴۰۲ همراه استقلال. |
| ۵۲                                               | منتظر محمد                                       | عراق                                             | هافبک                                            | ۱۴۰۲–۱۴۰۳                                        | ۰                                                | ۰                                                | وی به‌علت پر شدن سقف بودجه استقلال در فصل نقل‌وانتقالات بلافاصله بعد از عقد قرارداد با استقلال، به‌شکل قرضی به مس رفسنجان پیوست.و سپس به به نساجی قائمشهر پیوست. |
| ۵۳                                               | گوستاوو بلانکو                                   | آرژانتین                                         | مهاجم                                            | ۱۴۰۲–۱۴۰۳                                        | ۴۲                                               | ۷                                                | نخستین آرژانتینی تاریخ باشگاه استقلالوی در ۵ بهمن ۱۴۰۳ از استقلال جدا شد و به تیم فولاد خوزستان پیوست. |
| ۵۴                                               | جلال‌الدین ماشاریپوف                              | ازبکستان                                         | وینگر                                            | ۱۴۰۲–                                            | ۴۹                                               | ۳                                                | وی در ۱۵ بهمن ۱۴۰۲ با قراردادی یک و نیم ساله به استقلال پیوست.و پس از یک فصل حضور در ۱۱ دی ۱۴۰۳ در حالی که نیم فصل از قراردادش باقی مانده بود، دو فصل دیگر تمدید کرد. |
| ۵۵                                               | آلمدین زیلیکیچ                                   | بوسنی                                            | وینگر                                            | ۱۴۰۳                                             | ۰                                                | ۰                                                | این دو بازیکن بدون نظر سرمربی استقلال و توسط مدیران هلدینگ خلیج فارس جذب شد که با اعتراض شدید هواداران استقلال همراه بود و افراد زیادی از جمله احمد شهریاری رئیس هییت مدیره استقلال متهم به دلالی شدند.هر دو بازیکن با دریافت غرامت و فسخ توافقی از استقلال جدا شدند.                                         |
| ۵۶                                               | ودران کیوسفسکی                                   | بوسنی                                            | دروازه‌بان                                        | ۱۴۰۳                                             | ۰                                                | ۰                                                | این دو بازیکن بدون نظر سرمربی استقلال و توسط مدیران هلدینگ خلیج فارس جذب شد که با اعتراض شدید هواداران استقلال همراه بود و افراد زیادی از جمله احمد شهریاری رئیس هییت مدیره استقلال متهم به دلالی شدند.هر دو بازیکن با دریافت غرامت و فسخ توافقی از استقلال جدا شدند.                                         |
| ۵۷                                               | گائل کاکوتا                                      | کنگو                                             | وینگر                                            | ۱۴۰۳                                             | ۱۸                                               | ۰                                                | وی با سابقه حضور در لیگ‌های معتبر اروپایی در ۱۸ مرداد ۱۴۰۳ با عقد قراردادی یکساله به استقلال پیوست. اما به‌دلیل مصدومیت‌های متعدد پس از نیم فصل از استقلال جدا شد. |
| ۵۸                                               | دیدیه اندونگ                                     | گابن                                             | هافبک                                            | ۱۴۰۳–                                            | ۴۲                                               | ۰                                                | دیدیه اندونگ در ۲۱ مرداد ۱۴۰۳ با عقد قراردادی یکساله به باشگاه استقلال پیوست. |
| ۵۹                                               | مسعود جمعه                                       | کنیا                                             | مهاجم                                            | ۱۴۰۳–۱۴۰۴                                        | ۱۷                                               | ۳                                                | وی با درخواست پیتسو موسیمانه به دلیل ضعف استقلال در پست مهاجم در اواسط فصل به عنوان بازیکن آزاد تا پایان فصل به استقلال پیوست و اولین گل خود را برای استقلال در سومین بازی‌اش مقابل سپاهان به‌ثمر رساند. و پس از نیم فصل حضور از استقلال جدا شد.                                                                |
| ۶۰                                               | جوئل کوجو                                        | قرقیزستان                                        | مهاجم                                            | ۱۴۰۳–۱۴۰۴                                        | ۱۷                                               | ۳                                                | استقلال با پرداخت رضایتنامه به باشگاه دینامو سمرقند قرارداد سه‌ونیم ساله با جوئل کوجو بست.وی در اوت ۲۰۲۵ به صورت قرضی از استقلال جدا شد و به تیم نفتچی فرغانه پیوست |
| ۶۱                                               | رستم آشورماتوف                                   | ازبکستان                                         | مدافع                                            | ۱۴۰۴–                                            | ۰                                                | ۰                                                | باشگاه استقلال با پرداخت رضایتنامه به باشگاه روبین کازان در ۱۸ تیر ۱۴۰۴ با قراردادی دو ساله وی را به خدمت گرفت. |
| ۶۲                                               | یاسر آسانی                                       | آلبانی                                           | وینگر                                            | ۱۴۰۴–                                            | ۰                                                | ۰                                                | ۱۴ مرداد ۱۴۰۴ با قراردادی یک سال و نیم ساله به استقلال پیوست |
| ۶۳                                               | آنتونیو آدان                                     | اسپانیا                                          | دروازه‌بان                                        | ۱۴۰۴-                                            | ۰                                                | ۰                                                | مرداد ۱۴۰۴ با قرار دادی یک ساله به استقلال پیوست |

تاریخ به روز رسانی: ۱۵ مرداد ۱۴۰۴

## آمار و رکوردها

### آمار بر پایه گل‌زنان
- فهرست گلزنان خارجی برتر استقلال تهران

| ردیف | نام                 | گل‌ها | بازی‌ها |
| ---- | ------------------- | ---- | ------ |
| ۱    | شیخ دیاباته         | ۲۷   | ۴۷     |
| ۲    | کوین یامگا          | ۲۳   | ۷۳     |
| ۳    | مامه بابا تیام      | ۱۲   | ۱۳     |
| ۴    | جی‌لوید ساموئل       | ۱۰   | ۹۲     |
| ۵    | گوران یرکوویچ       | ۹    | ۲۶     |
| ۶    | فابیو جانواریو      | ۸    | ۷۸     |
| ۷    | گوستاوو بلانکو      | ۷    | ۴۲     |
| ۸    | کرار جاسم           | ۶    | ۳۹     |
| ۹    | سرور جباروف         | ۶    | ۴۰     |
| ۱۰   | پرو پییچ            | ۵    | ۱۴     |
| ۱۱   | آیاندا پاتوسی       | ۴    | ۱۷     |
| ۱۲   | هوار ملا محمد       | ۴    | ۱۷     |
| ۱۳   | رأفت قلی‌اف          | ۴    | ۴۵     |
| ۱۴   | بوبکر کبه           | ۳    | ۷      |
| ۱۵   | ویسنته آرزه         | ۳    | ۱۱     |
| ۱۶   | جوئلسون داسیلوا     | ۳    | ۱۲     |
| ۱۷   | جوئل کوجو           | ۳    | ۱۷     |
| ۱۸   | مسعود جمعه          | ۳    | ۱۷     |
| ۱۹   | اسماعیل گنسالوس     | ۳    | ۱۹     |
| ۲۰   | رودی ژستد           | ۳    | ۲۵     |
| ۲۱   | هروویه میلیچ        | ۳    | ۴۹     |
| ۲۲   | جلال‌الدین ماشاریپوف | ۳    | ۴۹     |
| ۲۳   | رافائل سیلوا        | ۳    | ۹۱     |
| ۲۴   | راجر فابریتسیو      | ۲    | ۱۴     |
| ۲۵   | رینالدو کرزادو      | ۲    | ۲۰     |
| ۲۶   | لئاندرو پادوانی     | ۲    | ۴۱     |
| ۲۷   | آوسنتی گیلائوری     | ۲    | ۴۴     |
| ۲۸   | ولید علی            | ۱    | ۳      |
| ۲۹   | سردان اورسویچ       | ۱    | ۸      |
| ۳۰   | رودریگو توسی        | ۱    | ۹      |
| ۳۱   | الحاجی گرو          | ۱    | ۱۰     |
| ۳۲   | گادوین منشأ         | ۱    | ۱۸     |
| ۳۳   | همام طارق           | ۱    | ۱۸     |

### آمار بر پایه تعداد بازی‌ها

#### ۳۵ بازیکن با بیش‌از ۱۰ بازی
- فهرست بازیکنان خارجی ای که بیش از ده بازی برای استقلال کرده‌اند.

| ردیف | نام                 | بازی‌ها |
| ---- | ------------------- | ------ |
| ۱    | جی‌لوید ساموئل       | ۹۲     |
| ۲    | رافائل سیلوا        | ۹۱     |
| ۳    | فابیو جانواریو      | ۷۸     |
| ۴    | هرایر مکویان        | ۷۵     |
| ۵    | کوین یامگا          | ۷۳     |
| ۶    | جلال‌الدین ماشاریپوف | ۴۹     |
| ۷    | هروویه میلیچ        | ۴۹     |
| ۸    | شیخ دیاباته         | ۴۷     |
| ۹    | رأفت قلی‌اف          | ۴۵     |
| ۱۰   | آوسنتی گیلائوری     | ۴۴     |
| ۱۱   | دیدیه اندونگ        | ۴۲     |
| ۱۲   | گوستاوو بلانکو      | ۴۲     |
| ۱۳   | لئاندرو پادوانی     | ۴۱     |
| ۱۴   | سرور جباروف         | ۴۰     |
| ۱۵   | کرار جاسم           | ۳۹     |
| ۱۶   | رابسون جانواریو     | ۳۶     |
| ۱۷   | گوران یرکوویچ       | ۲۶     |
| ۱۸   | رودی ژستد           | ۲۵     |
| ۱۹   | فلیپ آلوز دسوزا     | ۲۵     |
| ۲۰   | جورج توپالوویچ      | ۲۳     |
| ۲۱   | رینالدو کروزادو     | ۲۰     |
| ۲۲   | اسماعیل گنسالوس     | ۱۹     |
| ۲۳   | آندره لوئیز         | ۱۹     |
| ۲۴   | گائل کاکوتا         | ۱۸     |
| ۲۵   | گادوین منشأ         | ۱۸     |
| ۲۶   | همام طارق           | ۱۸     |
| ۲۷   | مسعود جمعه          | ۱۷     |
| ۲۸   | جوئل کوجو           | ۱۷     |
| ۲۹   | آیاندا پاتوسی       | ۱۷     |
| ۳۰   | هوار ملا محمد       | ۱۷     |
| ۳۱   | پرو پییچ            | ۱۴     |
| ۳۲   | مامه تیام           | ۱۳     |
| ۳۳   | عزیزبک امانوف       | ۱۳     |
| ۳۴   | آنتونیو کاروالیو    | ۱۲     |
| ۳۵   | جوئلسون داسیلوا     | ۱۲     |

### آمار بر پایه فصل‌های حضور
- فهرست بازیکنانی که دو یا بیش از دو فصل برای استقلال بازی کرده‌اند.

| ردیف | نام             | فصل‌ها |
| ---- | --------------- | ----- |
| ۱    | پیر کارلو       | ۱۱    |
| ۲    | رافائل سیلوا    | ۴     |
| ۳    | کوین یامگا      | ۳     |
| ۴    | جی‌لوید ساموئل   | ۳     |
| ۵    | هرایر مکویان    | ۳     |
| ۶    | آوسنتی گیلائوری | ۳     |
| ۷    | فابیو جانواریو  | ۳     |
| ۸    | گوستاوو بلانکو  | ۲     |
| ۹    | عزیزبک امانوف   | ۲     |
| ۱۰   | هروویه میلیچ    | ۲     |
| ۱۱   | شیخ دیاباته     | ۲     |
| ۱۲   | لئاندرو پادوانی | ۲     |
| ۱۳   | کرار جاسم       | ۲     |
| ۱۴   | رینالدو کروزادو | ۲     |

### حضور بر پایه قاره
- فهرست بازیکنان استقلال بر پایه قاره.

| ردیف | قاره      | تعداد بازیکن |
| ---- | --------- | ------------ |
| ۱    | اروپا     | ۲۲           |
| ۲    | آمریکا    | ۱۵           |
| ۳    | آفریقا    | ۱۵           |
| ۴    | آسیا      | ۱۰           |
| ۵    | اقیانوسیه | ۱            |

+نکته:بازیکنان دورگه دوبار محاسبه شدن
تاریخ به‌روزرسانی: ۳ اوت ۲۰۲۵

## دربی
بیشترین حضور بازیکن خارجی استقلال در دربی
| ردیف | نام بازیکن     | تعداد بازی |
| ---- | -------------- | ---------- |
| ۱    | رافائل سیلوا   | ۷          |
| ۲    | فابیو جانواریو | ۵          |
| ۳    | کوین یامگا     | ۵          |

لیست گلزنان خارجی استقلال در دربی
| ردیف | نام بازیکن | دقیقه | شماره دربی | تعداد گل در دربی |
| ---- | ---------- | ----- | ---------- | ---------------- |
| ۱    | رودی ژستد  | ۸۱    | ۹۸         | ۱                |
| ۲    | کوین یامگا | ۹۰+۷  | ۱۰۲        | ۱                |

## حضور در تورنمنت‌های بین‌المللی
تا کنون سه بازیکن خارجی استقلال در زمان حضور در این تیم در تورنمنت‌های بین‌المللی برای تیم‌های ملی‌شان به میدان رفته‌اند.
| جام ملت‌های آسیا ۲۰۱۱ - هوار ملا محمد المپیک تابستانی ۲۰۲۴ فرانسه - منتظر محمد | جام ملت‌های آسیا ۲۰۱۹ - همام طارق |

## نگارخانه

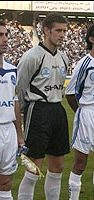
جورج توپالوویچ
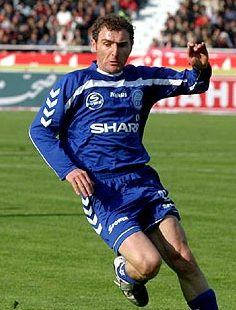
آوسنتی گیلائوری
فابیو جانواریو
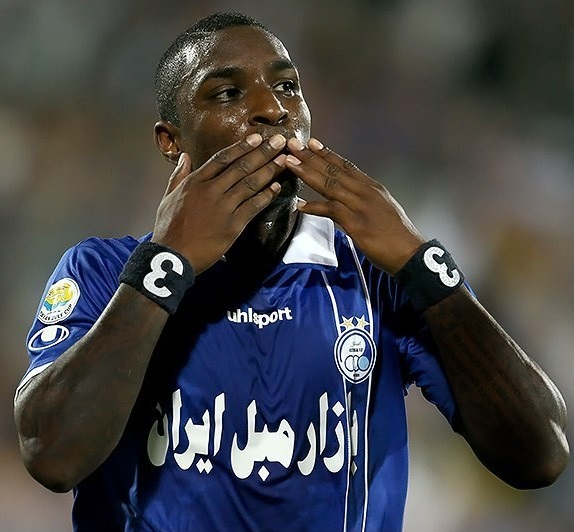
جی‌لوید ساموئل
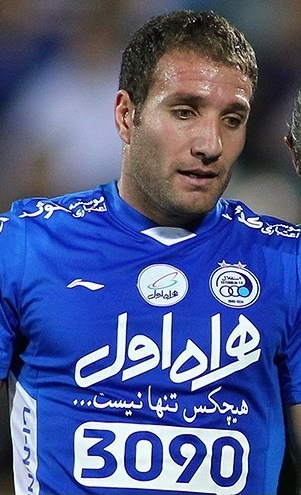
هرایر مکویان
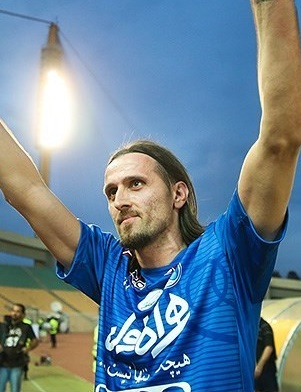
پرو پییچ
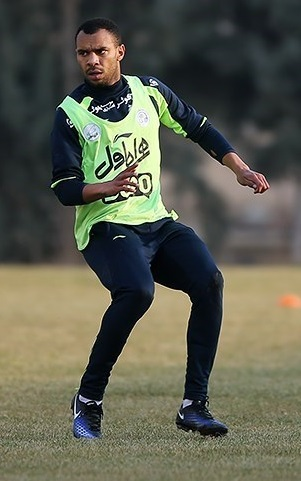
رابسون جانواریو
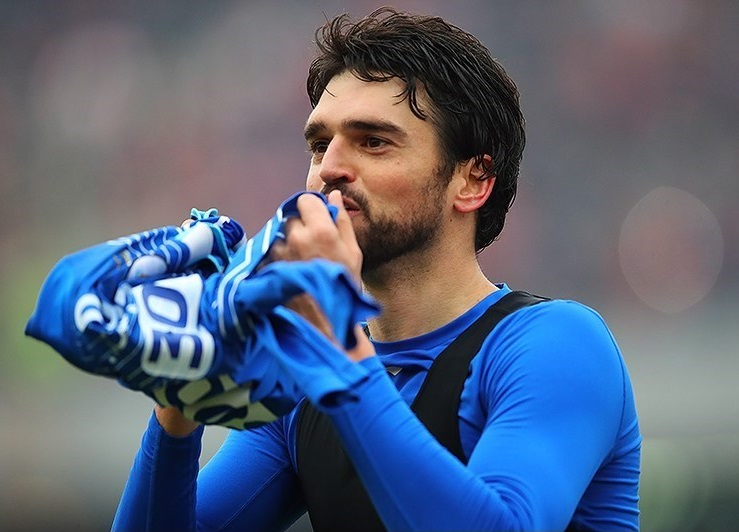
لئاندرو پادوانی
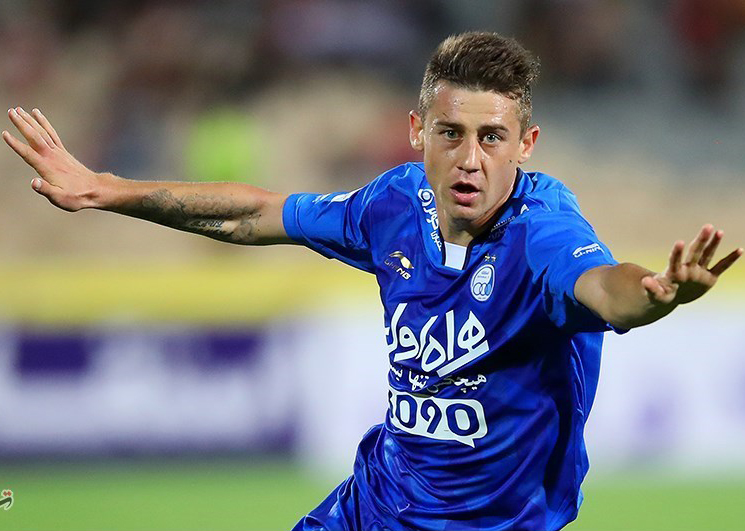
سرور جپاروف
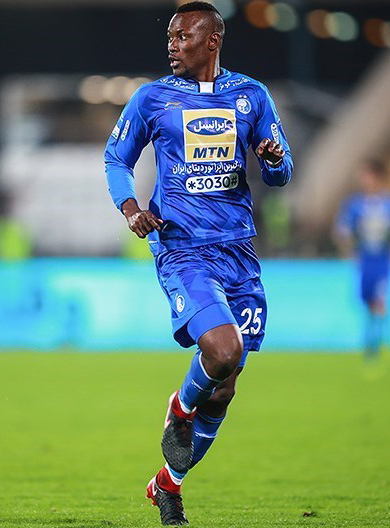
مامه بابا تیام
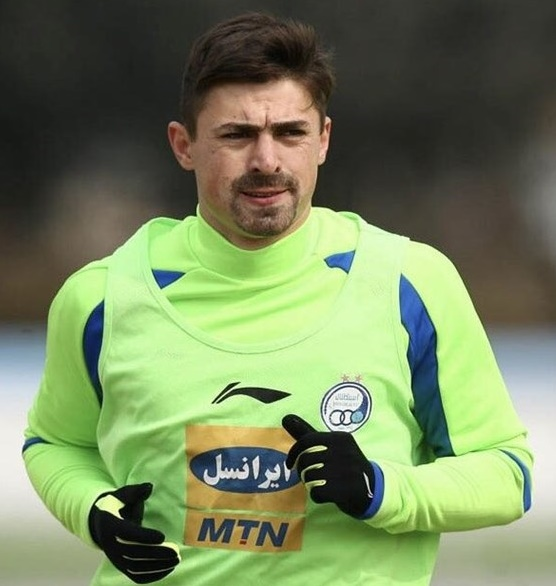
بویان نایدنوف
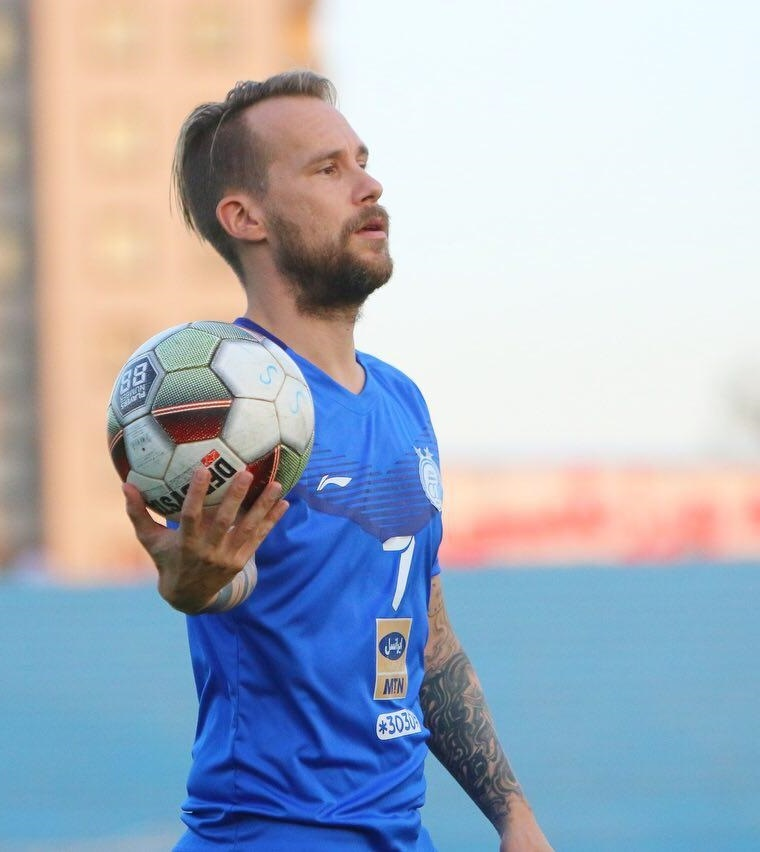
مارکوس نویمایر
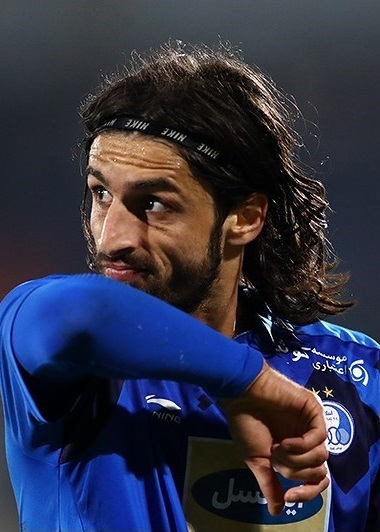
همام طارق
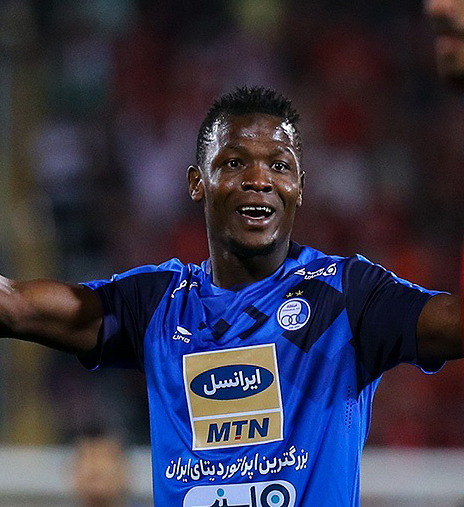
الحاجی گرو
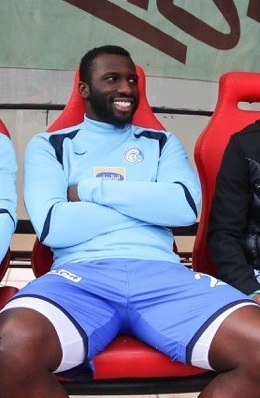
اسماعیل گنسالوس
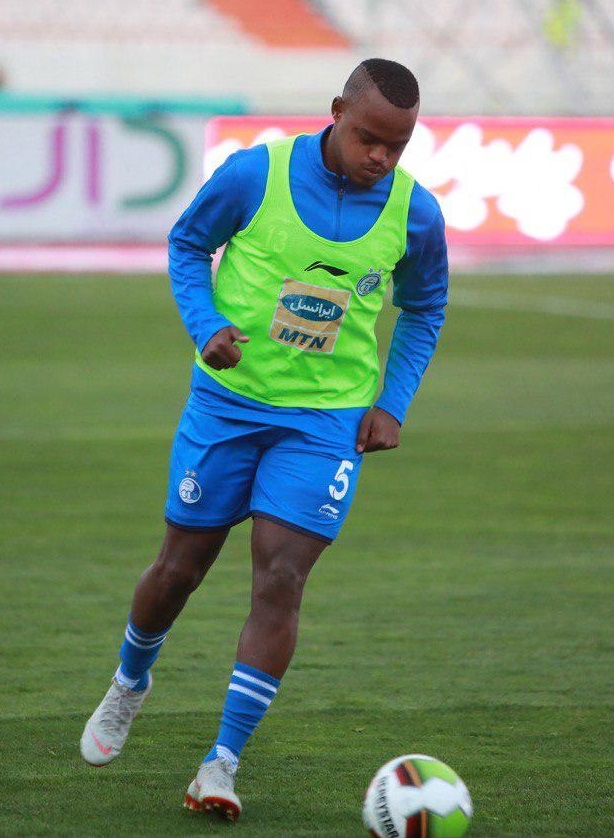
آیاندا پاتوسی
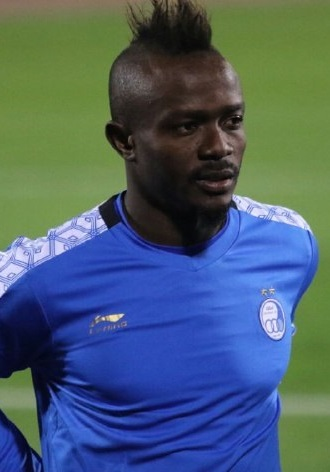
گادوین منشا
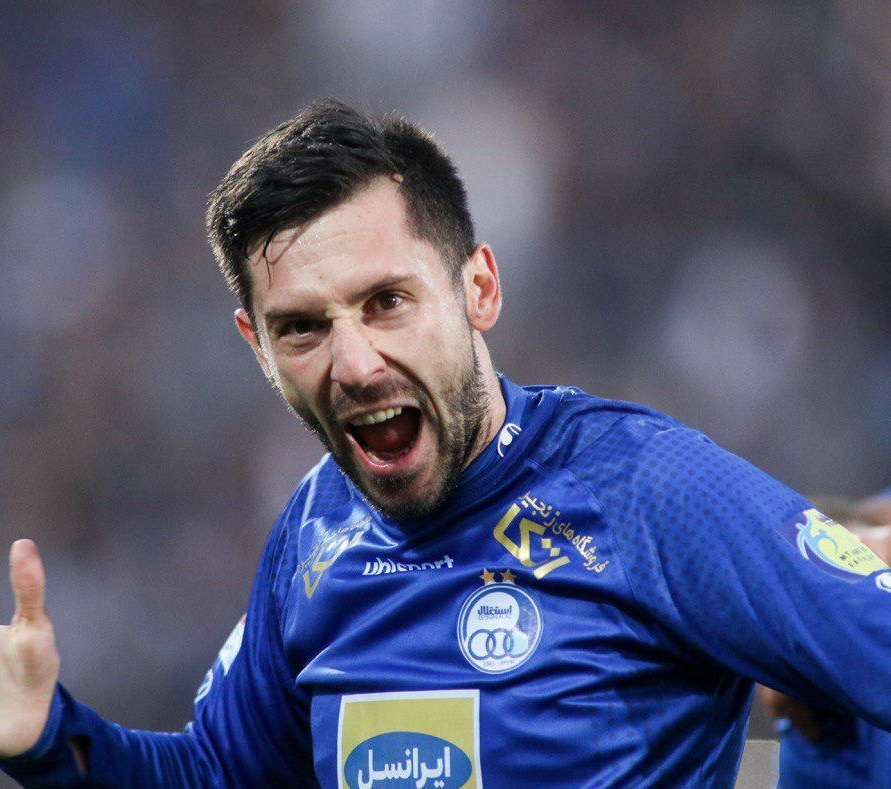
هروویه میلیچ
شیخ دیاباته
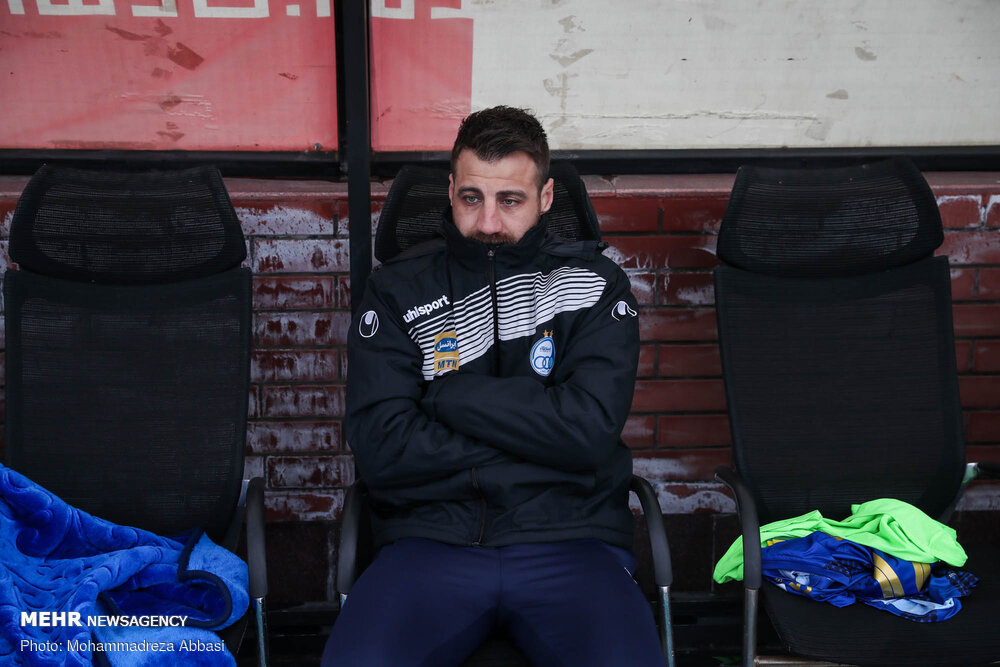
نیکولای بودوروف
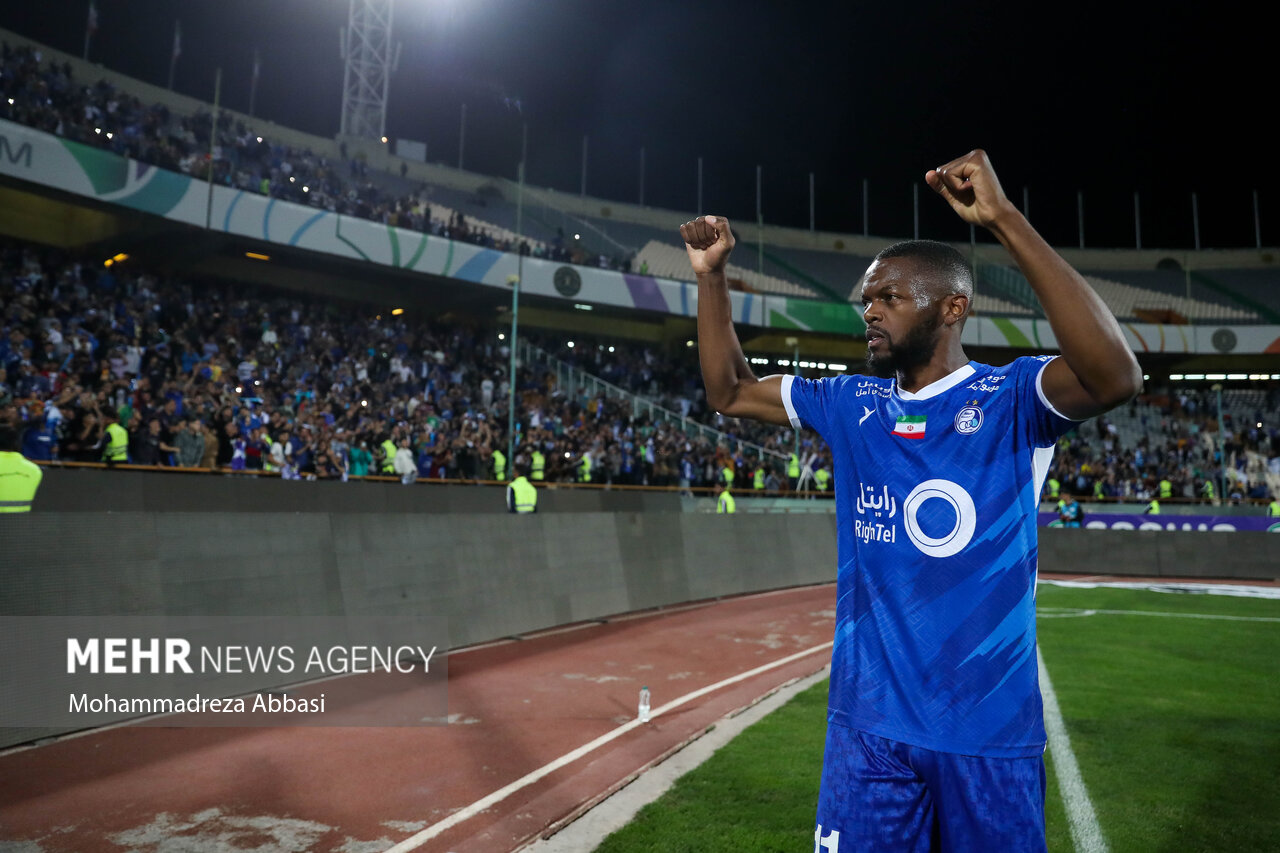
کوین یامگا
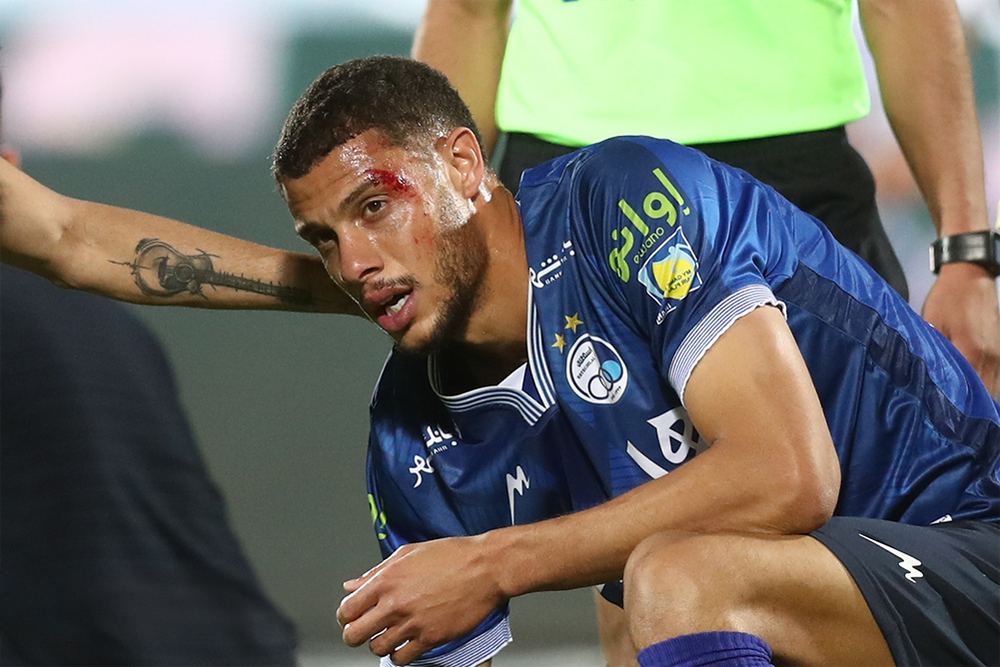
رودی ژستد
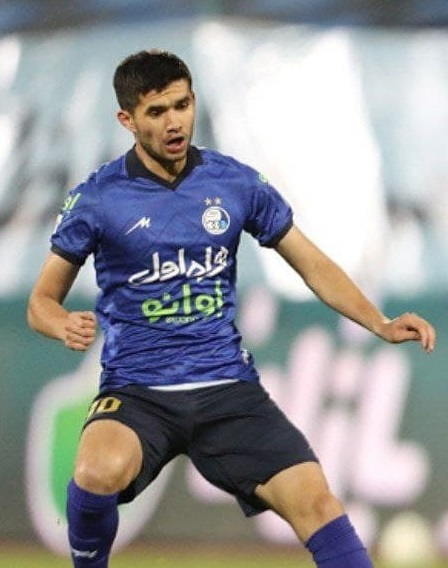
عزیزبک امانوف
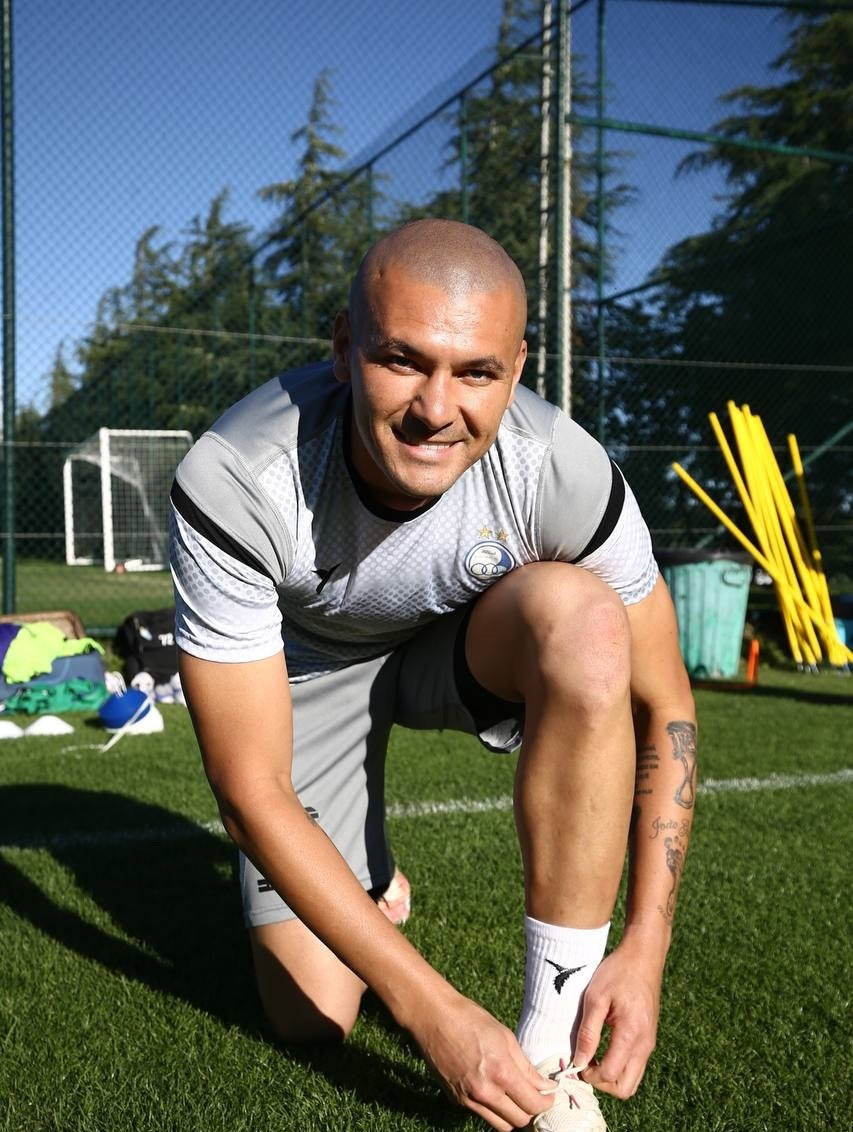
رافائل سیلوا
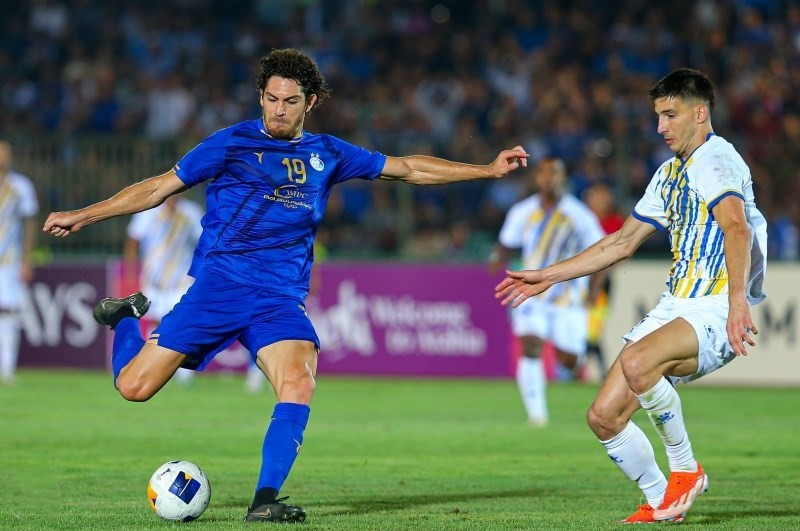
گوستاوو بلانکو
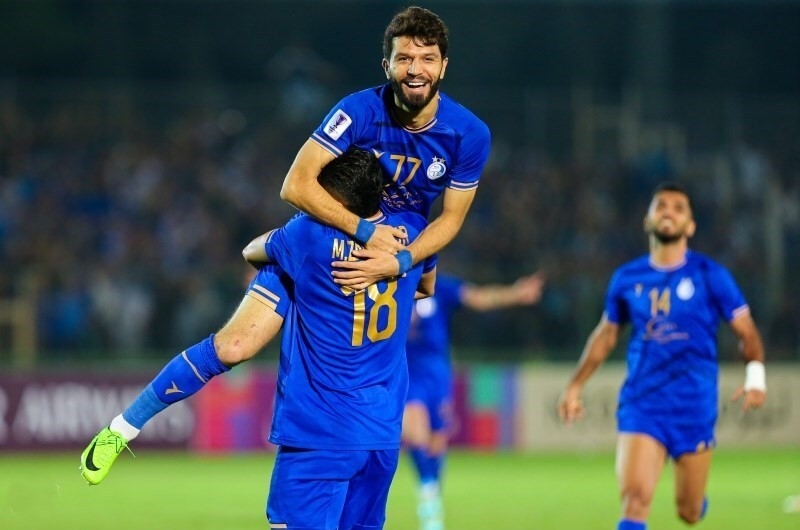
جلال‌الدین ماشاریپوف